# Her Happiness
Her Happiness è un cortometraggio muto del 1915 scritto e diretto da Harry Beaumont.

## Produzione
Il film fu prodotto dalla Edison Company.

## Distribuzione
Distribuito dalla General Film Company, il film - un cortometraggio in tre bobine - uscì nelle sale cinematografiche statunitensi il 24 settembre 1915.